# Yvette Cauchois
Yvette Cauchois (pronunciación en francés: /ivɛt koʃwa/ (escucharⓘ); 19 de diciembre de 1908 - 19 de noviembre de 1999) fue una física francesa conocida por sus contribuciones a la espectroscopia de rayos X y la óptica de rayos X, y por ser pionera en la investigación europea del sincrotrón.

## Educación
Cauchois asistió a la escuela en París y realizó estudios de pregrado en la Sorbona, donde obtuvo su título en ciencias físicas en julio de 1928. Después realizó estudios de posgrado en el Laboratorio de Química Física con el apoyo de una beca del Fondo Nacional para la Ciencia. Su doctorado en 1933 era su trabajo sobre el uso de cristales curvados para análisis de rayos X de alta resolución.

## Carrera académica
Después de terminar sus estudios de doctorado, Cauchois fue nombrada ayudante de investigación en el laboratorio de Jean Perrin en el Centro Nacional de Investigación Científica (CNRS). Fue promovida a asociada de investigación en 1937, y ese mismo año participó en el lanzamiento del Palais de la Découverte.
En enero de 1938 Cauchois fue nombrada jefe del Laboratorio de Química Física de la Facultad de Ciencias de París. Cuando estalló la Segunda Guerra Mundial, Cauchois mantuvo la continuidad en el Laboratorio, actuando como Jefe de Estudios cuando Jean Perrin tuvo que huir a los Estados Unidos. En 1945, cuando la liberación condujo a la destitución de Louis Dunoyer de Segonzac, Cauchois fue promovido a Profesora en la Sorbona. Se hizo cargo de la cátedra de Física Química en 1954, sucediendo a Edmond Bauer para hacerse cargo del laboratorio.
Con el número de investigadores superando el espacio disponible en el laboratorio, Cauchois fundó el Centro de Química en Orsay en 1960. Dirigió esta organización durante diez años, al tiempo que continuó su trabajo en la Sorbona. Se incorporó a la Universidad de París VI en 1971 tras la división de la Sorbona.
Cauchois presidió la Sociedad Francesa de Química Física en el periodo 1975-1978. Fue la segunda mujer en hacerlo después de Marie Curie. Desde 1978 hasta su retiro en 1983, Cauchois fue profesora Emérita de la Universidad de París VI. Cauchois todavía realizaba investigación de laboratorio activa hasta 1992, con 83 años. A lo largo de su vida realizó más de 200 publicaciones, que siguen siendo citadas en la actualidad.

### Investigación sobre rayos X y cristales
Al principio de la década de los años 1930s, Cauchois estableció los principios fundamentales de un nuevo espectrómetro de rayos X que, además de fácil de usar, tenía una alta resolución, cumpliendo la ley de Bragg. El nuevo tipo de espectrómetro recibió su nombre, y desde 1934 lo utilizó para observar las emisiones de gases y los multiplets (representación de una estructura matemática por ejemplo de líneas espectrales). La nueva técnica se usó por todo el mundo en el análisis de los rayos X y de los rayos gamma y propició una expansión en los estudios sobre radiación. Cauchois fue pionera en  los desarrollos de la imaginería de rayos X  y observó que la radiación por rayos X  podía ser enfocada usando cristales curvados para su uso en monocromadores y en difracción de rayos X. Los trabajos de Cauchois en microscopía de rayos X  constituyeron los primeros pasos en la determinación de los espectros de foto absorción. Cauchois utilizaba la radiación reflejada para estudiar la estructura electrónica de los materiales.
Cauchois estudió de manera sistemática los espectros de rayos X de los metales pesados y de los actínidos. En 1936, Cauchois y Horia Hulubei aseguraron haber descubierto el elemento 85 de la tabla periódica mediante análisis por rayos X, llevando a cabo investigaciones posteriores y publicando estudios posteriores en  1939. Cauchois, Sonia Cotelle, y Hulubei demostraron la presencia de  polonio y neptunio, y  Cauchois posteriormente fue pionera en el estudio de los espectros de los  elementos transuránicos.
La fascinación de Cauchois por la astrofísica la llevó a estudiar la radiación de rayos X extraterrestres, en particular el espectro de rayos X del Sol mediante el uso de experimentos con misiles. En 1970 Cauchois produjo imágenes en rayos X del Sol.

## Sincrotrón e investigación sobre el Sol
A partir de 1962, Cauchois inició un programa de investigación en colaboración con el Istituto Superiore di Sanità en el Laboratori Nazionali di Frascati para explorar las posibilidades de la investigación del sincrotrón. Fue la primera persona en Europa en darse cuenta del potencial de la radiación emitida por los electrones que giran en el sincrotrón como fuente para comprender las propiedades de la materia. A principios de los años setenta, Cauchois llevó a cabo sus experimentos en el LURE (Laboratoire pour l'utilisation des radiations électromagnétiques, Laboratorio para la utilización de las radiaciones electromagnéticas).

## Vida personal y fallecimiento
Cauchois estaba particularmente interesada en ayudar a jóvenes y desfavorecidos. También le gustaba la poesía y la música, y fue una diestra pianista. Después de reunirse con un sacerdote del monasterio de Bârsana y discutir temas religiosos con él, Cauchois decidió bautizarse en la religión ortodoxa. Viajó a Maramures, Rumania en 1999, con 90 años, y fue bautizada allí. Cauchois contrajo bronquitis en este viaje, y murió unos días después de regresar a París. 
Está enterrada en el Monasterio Bârsana, al que legó sus bienes.

## Premios
- Premio Ancel de la Société chimique de France (1933)
- Premio Henri Becquerel de la Academia Francesa de Ciencias (1935)
- Premio Gizbal-Baral (10.000 francos) de la Academia Francesa de Ciencias (1936)
- Premio Henry de Jouvenel por la actividad científica desinteresada (10.000 francos) del Ministerio de Educación Nacional (Francia) (1938)
- Premio Jerome Ponti de la Academia Francesa de Ciencias (1942)
- Premio Triossi de la Academia Francesa de Ciencias (1946)
- Comandante de la Orden del Ministerio de Educación
- Oficial de la Legión de Honor
- Oficial de la Orden Nacional del Mérito (Francia)
- Medalla de la Sociedad Checoslovaca de Espectroscopia (1974)
- Medalla de oro de la Universidad de París (1987)
- Doctor honoris causa de la Universidad de Bucarest (1993)[3]
- El nombre de Cauchois fue dado a una calle de la nueva área universitaria de Moulon en Gif-sur-Yvette y una calle en Tomblaine ( Meurthe-et-Moselle ).